# اوبوسارگ
اوبوسارگ (به فرانسوی: Aubussargues) یک کمون در فرانسه است که در canton of Saint-Chaptes واقع شده‌است. اوبوسارگ ۸٫۵۲ کیلومتر مربع مساحت دارد ۸۵ متر بالاتر از سطح دریا واقع شده‌است.